# Franco Nero
Franco Nero (n. 23 noiembrie 1941, San Prospero Parmense⁠(d), Parma, Emilia-Romagna, Italia, de fapt "Francesco Sparanero") este un actor italian. El devine cunoscut prin filmele italiene de western, sau ca polițist în luptă cu mafia.

## Date biografice
Francesco este fiul unui polițist din San Prospero, o comună mică din provincia Modena, Italia. Copilăria o petrece în Parma, deja ca și copil este interesat de teatru. O perioadă de timp lucrează ca și contabil în Milano. Francesco este încurajat de regizorii Carlo Lizzani, Antonio Pietrangeli și John Huston, de începe cariera în domeniul cinematografiei. Debutul îl are în 1963 în filmul "La ragazza in prestito", iar renumit devine în 1966 cu filmul "Django".
Nero face parte din categoria actorilor din Europa de Vest care au jucat și în filmele produse de fostele țări comuniste. Între 1967 - 1972, Nero a trăit împreună cu actrița britanică Vanessa Redgrave, iar din decembrie 2006 s-a căsătorit cu Vanessa și au împreună un fiu, născut în 1969. Urmașul lui a devenit Terence Hill, după ce Nero a refuzat să mai joace în western italian.

## Filmografie
- 1962 Pelle viva, regia Giuseppe Fina
- 1965 O cunoșteam bine (Io la conoscevo bene), regia Antonio Pietrangeli
- 1965 La Celestina P... R..., regia Carlo Lizzani
- 1965 I criminali della galassia (I criminali della galassia), regia Antonio Margheriti (ca Anthony Dawson)
- 1965 Gli uomini dal passo pesante, regia Mario Sequi
- 1966 I diafanoidi vengono da Marte , regia Antonio Margheriti (ca Anthony Dawson)
- 1966 Il terzo occhio , regia Mino Guerrini
- 1966 Tecnica di un omicidio regia Franco Prosperi
- 1966 The Bible: In the Beginning
- 1966 Django (Le colt cantarono la morte e fu... tempo di massacro), regia Sergio Corbucci
- 1966 Adio, Texas (Texas, Adios), regia Ferdinando Baldi
- 1967 Camelot
- 1968 Pride and Vengeance
- 1968 The Mercenary
- 1968 Când se arată cucuveaua (Il giorno della civetta), regia Damiano Damiani
- 1968 Sechestru de persoană (Sequestro di persona), regia Gianfranco Mingozzi
- 1969 The Fifth Day of Peace
- 1969 Bătălia de pe Neretva (Bitka na Neretvi), regia Veljko Bulajić
- 1969 A Quiet Place in the Country
- 1969 Detective Belli

- 1970 Dropout
- 1970 Vamos a matar, compañeros
- 1970 Tristana
- 1970 Fecioara și țiganul (The Virgin and the Gypsy), regia Christopher Miles
- 1971 The Case Is Closed, Forget It
- 1971 Vacation
- 1971 The Fifth Cord
- 1971 Long Live Your Death
- 1971 Confessions of a Police Captain
- 1972 Deaf Smith & Johnny Ears
- 1972 The Matteotti Murder
- 1972 Pope Joan
- 1972 The Monk
- 1973 Poliția acuză, legea achită (La polizia incrimina, la legge assolve), regia Enzo G. Castellari
- 1973 Colț Alb	(Zanna Bianca), regia Lucio Fulci
- 1974 I guappi
- 1974 Street Law
- 1974 Întoarcerea lui Colț Alb	(Il ritorno di Zanna Bianca), regia	Lucio Fulci
- 1974 Ultimul act (Mussolini ultimo atto), regia Carlo Lizzani
- 1975 Corupție la palatul de justiție (Corruzione al palazzo di giustizia), regia Marcello Aliprandi
- 1975 Oameni respectabili (Gente di rispetto), regia Luigi Zampa
- 1975 The Legend of Valentino
- 1975 De ce este ucis un magistrat (Perché si uccide un magistrato), regia Damiano Damiani
- 1976 Death Rite
- 1976 Keoma
- 1976 21 Hours at Munich
- 1976 Pentru un pumn de...ceapă (Cipolla Colt), regia Enzo G. Castellari
- 1976 Victory March
- 1977 Hitch-Hike
- 1978 Uraganul vine de la Navarone	(Force 10 from Navarone), regia Guy Hamilton
- 1978 The Pirate
- 1978 Sahara Cross
- 1979 The Shark Hunter
- 1979 Un dramma borghese
- 1979 The Visitor

- 1980 The Blue-Eyed Bandit
- 1980 Day of the Cobra
- 1980 The Man with Bogart's Face
- 1981 Salamandra (The Salamander), regia Peter Zinner
- 1981 Invincibilul ninja (Enter the Ninja), regia Menahem Golan
- 1981 The Falcon
- 1982 Grog
- 1982 Kamikaze 1989
- 1982 Querelle
- 1982 Mexicul în flăcări (Я видел рождение нового мира. Фильм 1), regia Serghei Bondarciuk
- 1983 Clopotele roșii - Am văzut nașterea unei lumi noi (Красные колокола. Фильм 2), regia Serghei Bondarciuk
- 1983 Wagner
- 1984 The Last Days of Pompeii
- 1985 The Repenter
- 1986 The Girl
- 1987 Django 2
- 1987 Sweet Country
- 1988 Run for Your Life
- 1989 The Magistrate

- 1990 Young Toscanini
- 1990 The Betrothed
- 1990 Greu de ucis 2 (Die Hard 2), regia Renny Harlin
- 1990 Breath of Life
- 1990 Young Catherine
- 1992 Fratelli e sorelle
- 1993 Jonathan, fiul urșilor (Jonathan degli orsi), regia Enzo G. Castellari
- 1994 The Dragon Ring
- 1995 Io e il re
- 1996 Talk of Angels
- 1996 The Conquest
- 1996 The Innocent Sleep
- 1996 The Return of Sandokan
- 1997 Painted Lady
- 1997 David (1997 biblical telefilm) ca Nathan
- 1997 Desert of Fire
- 1997 Bella Mafia
- 1998 The Versace Murder
- 1999 Megiddo: The Omega Code 2
- 1999 Li chiamarono... briganti!
- 1999 Uninvited

- 2000 Mirka
- 2001 The Crusaders
- 2004 Post coitum, regia Juraj Jakubisko
- 2005 Forever Blues (și regizor)
- 2006 Hans
- 2008 Bathory
- 2008 The Rage
- 2009 Mord ist mein Geschäft, Liebling
- 2010 Letters to Juliet
- 2010 Sant'Agostino (Augustine: The Decline of the Roman Empire), regia Christian Duguay
- 2011 Mașini 2 (Cars 2), regia John Lasseter (voce)
- 2011 Rasputin
- 2012 New Order
- 2012 Django dezlănțuit (Django Unchained), regia Quentin Tarantino
- 2013 Cadences obstinées